# ダニー・クーロム
- ダニエル・コーロム
- ダニエル・コーロンブ
- ダニー・クーロン

ダニエル・ポール・クーロム（Daniel Paul Coulombe（発音：KOO-lohm）、1989年10月26日 - ）は、アメリカ合衆国・ミズーリ州セントルイス出身のプロ野球選手（投手）。左投左打。MLBのテキサス・レンジャーズ所属。
愛称はフランス系アメリカ人であるためフレンチ（French）。メディアによっては「コーロム」「コーロンブ」と表記されることもある。

## 経歴

### プロ入り前
2008年のMLBドラフト17巡目（全体517位）でロサンゼルス・ドジャースから指名されたが、この時は入団せず。

### プロ入りとドジャース時代
2012年のMLBドラフト25巡目（全体776位）で再びドジャースから指名され、6月15日に契約。この年は傘下のパイオニアリーグのルーキー級オグデン・ラプターズでプロデビュー。3試合に登板して防御率1.50、8奪三振を記録した。7月にA級グレートレイクス・ルーンズへ昇格。4試合に登板して0勝1敗1セーブ、防御率3.72、29奪三振を記録した。
2013年はA+級ランチョクカモンガ・クエークスでプレーし、54試合に登板して4勝2敗1セーブ、防御率4.05、85奪三振を記録した。
2014年はまずA+級ランチョクカモンガでプレーし31試合に登板して3勝0敗5セーブ、防御率3.05、61奪三振を記録した。7月にAA級チャタヌーガ・ルックアウツへ昇格。AA級チャタヌーガでは18試合に登板して0勝0敗1セーブ、防御率2.57、31奪三振を記録した。9月16日にドジャースとメジャー契約を結んでアクティブ・ロースター入りし、同日のコロラド・ロッキーズ戦でメジャーデビュー。5点ビハインドの7回裏から登板し、1回を無安打無失点、1奪三振に抑えた。この年メジャーでは5試合に登板して防御率4.15、4奪三振を記録した。
2015年は5試合に投げ、防御率7.56という内容であり、9月6日にDFAとなった。

### アスレチックス時代
2015年9月10日に金銭トレードで、オークランド・アスレチックスへ移籍した。アスレチックス加入後は9試合に投げ、防御率は3.52と大きく改善された。2球団合計では14試合に投げ、防御率5.63、16.0イニングで9四球、11奪三振、WHIP1.63を記録した。11月25日にジェド・ラウリーの加入に伴ってDFAとなり、12月5日にマイナー契約で傘下のAAA級ナッシュビル・サウンズへ配属された。
2016年の開幕はAAA級ナッシュビルで迎えたが、5月10日にメジャー契約を結んでアクティブ・ロースター入りした。この年は35試合にリリーフ登板して3勝1敗、防御率4.53だった。
2017年はチームトップの72試合に登板し、2勝2敗13ホールド、防御率3.48、39奪三振を記録した。
2018年9月3日、アーロン・ブルックスの加入に伴ってDFAとなり、5日にマイナー契約でAAA級ナッシュビルへ配属された。この年メジャーでは27試合に登板して1勝1敗、防御率4.56、26奪三振を記録した。レギュラーシーズン終了後の10月2日にFAとなった。

### ヤンキース傘下時代
2018年12月20日にニューヨーク・ヤンキースとマイナー契約を結び、2019年のスプリングトレーニングに招待選手として参加することになった。
2019年は開幕から傘下のAAA級スクラントン・ウィルクスバリ・レイルライダースでプレーしていたが、7月1日に自由契約となった。

### ブルワーズ傘下時代
2019年7月19日にミルウォーキー・ブルワーズとマイナー契約を結んだ。移籍後は傘下のAAA級サンアントニオ・ミッションズでプレーしていたが、8月29日に自由契約となった。

### 第2次ヤンキース傘下時代
2019年8月31日に再びヤンキースとマイナー契約を結んだ。オフの11月4日にFAとなった。

### ツインズ時代
2019年12月19日にミネソタ・ツインズとマイナー契約を結んだ。
2020年8月22日にメジャー契約を結んでアクティブ・ロースター入りした。8月28日にDFAとなり、30日にマイナー契約となった。レギュラーシーズン終了後の10月13日にFAとなったが、12月17日にマイナー契約で再契約を結んだ。
2021年は5月のマイナーリーグ開幕からAAA級セントポール・セインツでプレーし、6月25日にメジャー契約を結んでアクティブ・ロースター入りした。この年メジャーでは29試合（先発1試合）に登板して3勝2敗、防御率3.67、33奪三振を記録した。オフの11月30日にノンテンダーFAとなったが、翌12月1日にマイナー契約を結んだ。
2022年レギュラーシーズン開幕直前の4月4日にメジャー契約を結んで開幕ロースター入りすることが発表された。

### オリオールズ時代
2023年3月17日にボルチモア・オリオールズと契約した。同年は61試合に登板して5勝3敗2セーブ22ホールド、防御率2.81、58奪三振を記録した。
2024年は33試合に登板して1勝0敗1セーブ13ホールド、防御率2.12、32奪三振を記録した。オフの11月4日に球団オプションを破棄し、FAとなった。

### 第2次ツインズ時代
2025年2月5日にミネソタ・ツインズと契約した。背番号はオリオールズ時代と変わらず54。

### レンジャーズ時代
2025年7月31日にギャレット・ホーンとのトレードでテキサス・レンジャーズへ移籍した。

## 詳細情報

### 年度別投手成績
| 年 度     | 球 団     | 登 板 | 先 発 | 完 投 | 完 封 | 無 四 球 | 勝 利 | 敗 戦 | セ 丨 ブ | ホ 丨 ル ド | 勝 率 | 打 者 | 投 球 回 | 被 安 打 | 被 本 塁 打 | 与 四 球 | 敬 遠 | 与 死 球 | 奪 三 振 | 暴 投 | ボ 丨 ク | 失 点 | 自 責 点 | 防 御 率 | W H I P |
| --------- | --------- | ----- | ----- | ----- | ----- | -------- | ----- | ----- | -------- | ----------- | ----- | ----- | -------- | -------- | ----------- | -------- | ----- | -------- | -------- | ----- | -------- | ----- | -------- | -------- | ------- |
| 2014      | LAD       | 5     | 0     | 0     | 0     | 0        | 0     | 0     | 0        | 0           | .---  | 22    | 4.1      | 5        | 1           | 2        | 0     | 0        | 4        | 2     | 0        | 3     | 2        | 4.15     | 1.615   |
| 2015      | LAD       | 5     | 0     | 0     | 0     | 0        | 0     | 0     | 0        | 0           | .---  | 40    | 8.1      | 9        | 0           | 6        | 0     | 0        | 7        | 1     | 0        | 3     | 3        | 7.56     | 1.80    |
| 2015      | OAK       | 9     | 0     | 0     | 0     | 0        | 0     | 0     | 0        | 0           | .---  | 32    | 7.2      | 8        | 0           | 3        | 0     | 0        | 4        | 1     | 0        | 3     | 3        | 3.52     | 1.44    |
| '15計     | OAK       | 14    | 0     | 0     | 0     | 0        | 0     | 0     | 0        | 0           | .---  | 72    | 16.0     | 17       | 0           | 9        | 0     | 0        | 11       | 2     | 0        | 10    | 10       | 5.63     | 1.63    |
| 2016      | OAK       | 35    | 0     | 0     | 0     | 0        | 3     | 1     | 0        | 2           | .750  | 193   | 47.2     | 37       | 6           | 17       | 2     | 0        | 54       | 3     | 0        | 24    | 24       | 4.53     | 1.13    |
| 2017      | OAK       | 72    | 0     | 0     | 0     | 0        | 2     | 2     | 0        | 13          | .500  | 219   | 51.2     | 46       | 4           | 22       | 1     | 4        | 39       | 5     | 0        | 22    | 20       | 3.48     | 1.32    |
| 2018      | OAK       | 27    | 0     | 0     | 0     | 0        | 1     | 1     | 0        | 0           | .500  | 98    | 23.2     | 24       | 5           | 11       | 0     | 0        | 26       | 2     | 0        | 13    | 12       | 4.56     | 1.48    |
| 2020      | MIN       | 2     | 0     | 0     | 0     | 0        | 0     | 0     | 0        | 0           | .---  | 13    | 2.2      | 2        | 0           | 3        | 0     | 0        | 3        | 0     | 0        | 0     | 0        | 0.00     | 1.88    |
| 2021      | MIN       | 29    | 1     | 0     | 0     | 0        | 3     | 2     | 0        | 2           | .600  | 139   | 34.1     | 35       | 5           | 7        | 1     | 0        | 33       | 0     | 0        | 17    | 14       | 3.67     | 1.22    |
| 2022      | MIN       | 10    | 0     | 0     | 0     | 0        | 0     | 0     | 0        | 0           | .---  | 53    | 12.1     | 7        | 0           | 9        | 0     | 0        | 9        | 1     | 0        | 3     | 2        | 1.46     | 1.30    |
| 2023      | BAL       | 61    | 0     | 0     | 0     | 0        | 5     | 3     | 2        | 22          | .625  | 210   | 51.1     | 45       | 4           | 12       | 0     | 2        | 58       | 2     | 2        | 17    | 16       | 2.81     | 1.11    |
| 2024      | BAL       | 33    | 0     | 0     | 0     | 0        | 1     | 0     | 1        | 13          | 1.000 | 107   | 29.2     | 15       | 3           | 5        | 0     | 0        | 32       | 2     | 0        | 7     | 7        | 2.12     | 0.67    |
| MLB：10年 | MLB：10年 | 288   | 1     | 0     | 0     | 0        | 15    | 9     | 3        | 52          | .625  | 1126  | 273.2    | 233      | 28          | 97       | 4     | 6        | 269      | 19    | 2        | 116   | 107      | 3.52     | 1.21    |

- 2024年度シーズン終了時

### 年度別守備成績
| 年 度 | 球 団 | 投手（P） | 投手（P） | 投手（P） | 投手（P） | 投手（P） | 投手（P） |
| 年 度 | 球 団 | 試 合     | 刺 殺     | 補 殺     | 失 策     | 併 殺     | 守 備 率  |
| ----- | ----- | --------- | --------- | --------- | --------- | --------- | --------- |
| 2014  | LAD   | 5         | 0         | 0         | 0         | 0         | ----      |
| 2015  | LAD   | 5         | 0         | 0         | 0         | 0         | ----      |
| 2015  | OAK   | 9         | 1         | 0         | 0         | 0         | 1.000     |
| '15計 | OAK   | 14        | 1         | 0         | 0         | 0         | 1.000     |
| 2016  | OAK   | 35        | 1         | 7         | 0         | 0         | 1.000     |
| 2017  | OAK   | 72        | 5         | 6         | 1         | 0         | .917      |
| 2018  | OAK   | 27        | 1         | 3         | 0         | 0         | 1.000     |
| 2020  | MIN   | 2         | 0         | 0         | 0         | 0         | ----      |
| 2021  | MIN   | 29        | 0         | 6         | 0         | 0         | 1.000     |
| 2022  | MIN   | 10        | 1         | 1         | 0         | 0         | 1.000     |
| 2023  | BAL   | 61        | 0         | 4         | 0         | 0         | 1.000     |
| 2024  | BAL   | 33        | 0         | 3         | 0         | 0         | 1.000     |
| MLB   | MLB   | 288       | 9         | 30        | 1         | 0         | .975      |

- 2024年度シーズン終了時

### 背番号
- 64（2014年 - 2015年途中）
- 67（2015年途中 - 同年終了）
- 57（2016年）
- 35（2017年 - 2018年）
- 53（2020年 - 2021年）
- 54（2022年 - ）